# Italpresse
Italpresse Gauss è una azienda italiana fondata del 1969 operante nel settore della meccanica industriale specializzata nella produzione di macchine oleodinamiche per pressofusione e relativi accessori.

## Storia
Fondata nel 1969 da Francesco Albertini, Federico Albertini, Giuliano Corini, Gianfranco Corini,Fausto Arrigotti, Sergio Saleri e Francesco Saleri comincia a crescere nel 1970: produce macchine oleodinamiche per pressofusioni di metalli non ferrosi ed apparecchiature complementari. Già nel 1972 conquista la medaglia d'oro alla Fiera di Lipsia.
Nel 1979 la società (presieduta da Sergio Saleri con Francesco Albertini amministratore delegato) entra in partecipazione al 50% nella Gauss Automazioni, fondata a Rodengo nel 1967. E continua con una serie di acquisizioni: al 50% la Firpas di Bedizzole di Egidio e Remo Filipponi, l'Industria Presse di Rodengo, la Ital-Nonio  di Castegnato (produce robot).
Agli inizi del 2000 la spinta all'internazionalizzazione dell'azienda, controllata dalla Sil (Industria Saleri Italo), già tra i leader mondiali nel settore delle macchine pressofusione e con punto di riferimento sempre il mercato dell'auto, è molto forte. Sono aperte filiali a Barcellona, Shanghai, Lione, Milwaukee, Stoccarda, San Paolo, Querétaro (Messico). Nel 2008 l'azienda, diretta da Carlo Scalmana, ha un fatturato di 98 milioni di euro realizzati per il 75% all'estero.
Nel 2009, in occasione dei 40 anni dalla fondazione, l'azienda cambia strategia per far fronte alla crisi della meccanica in tutto il mondo, puntando sul rinnovamento tecnologico con il passaggio dalla macchina singola all'isola completa e sui servizi di consulenza.
Nel gennaio 2015 Italpresse e la controllata Gauss entrano nell'orbita di un fondo finanziario bavarese, Auctus Capital Partners, che già un paio di anni prima aveva rilevato un'altra azienda del settore, la StrikoWestofen di Gummarsbadi, in Renania. Con queste tre aziende nasce la Light Metal Casting Solutions (LMCS).
Nel gennaio 2017 la LMCS (con Italpresse, Gauss e StrikoWestofen) è acquisita da Norican Group, società presieduta da Robert E. Joyce jr, con sede a Taastrup, in Danimarca, e di proprietà del fondo di private equity Altor Fund. A sua volta questo fondo ha già il controllo di altre aziende specializzate nel settore: DISA (gestione chiavi in mano  dell'intero processo di fonderia della ghisa lamellare) e Wheelabrator (tecnologia di preparazione della superficie con attrezzi a turbina o ad aria compressa). Nasce così dall'unione di queste imprese il gruppo specializzato tra i più forti al mondo nel settore della lavorazione dei metalli.